# Gili Sharir
Gili Sharir (22 de novembro de 1999) é uma judoca israelense.

## Carreira
No início de sua carreira, Sharir ganhou uma medalha de prata no Campeonato Europeu Sub-21 de 2017 e um bronze no Campeonato Europeu Sub-23 no mesmo ano. Ela esteve nos Jogos Olímpicos de Verão de 2020 em Tóquio, onde conquistou a medalha de bronze no confronto por equipes mistas como representante de Israel, conjunto de judocas que derrotou o time russo.